# Pseudophryne
Genre
Synonymes
- Bufonella Girard, 1853
- Kankanophryne Heyer & Liem, 1976
- Gradwellia Wells & Wellington, 1985

Pseudophryne est un genre d'amphibiens de la famille des Myobatrachidae.

## Répartition
Les 14 espèces de ce genre se rencontrent dans le sud et l'est de l'Australie.

## Liste des espèces
Selon Amphibian Species of the World (11 juin 2017) :
- Pseudophryne australis (Gray, 1835)
- Pseudophryne bibronii Günther, 1859
- Pseudophryne coriacea Keferstein, 1868
- Pseudophryne corroboree Moore, 1953
- Pseudophryne covacevichae Ingram & Corben, 1994
- Pseudophryne dendyi Lucas, 1892
- Pseudophryne douglasi Main, 1964
- Pseudophryne guentheri Boulenger, 1882
- Pseudophryne major Parker, 1940
- Pseudophryne occidentalis Parker, 1940
- Pseudophryne pengilleyi Wells & Wellington, 1985
- Pseudophryne raveni Ingram & Corben, 1994
- Pseudophryne robinsoni Donnellan, Mahony, & Bertozzi, 2012
- Pseudophryne semimarmorata Lucas, 1892

## Publication originale
- Fitzinger, 1843 : Systema Reptilium, fasciculus primus, Amblyglossae. Braumüller et Seidel, Wien, p. 1-106 (texte intégral).